# Gustavo Bianchi
Gustavo Bianchi (Ferrara, 21 agosto 1845 – Dancalia, 7 ottobre 1884) è stato un esploratore italiano.

## Biografia
Nel 1863 entrò all'Accademia militare di Modena, uscendone con il grado di sottotenente.
Nel 1868, a causa di un grave problema agli occhi, dovette tuttavia lasciare l'esercito. Nel 1878 decise di partire per l'Etiopia assieme alla spedizione di Pellegrino Matteucci organizzato dalla Società per l'Esplorazione Commerciale in Africa, che il 20 maggio 1879 venne ricevuta dall'imperatore d'Etiopia Giovanni IV. Bianchi rimase in Africa anche dopo la partenza del resto della spedizione, viaggiando nel Goggiam, nello Scioa e nel Guraghe.
Nel frattempo, essendo stato informato della prigionia di Giovanni Chiarini cercò, invano, di mettere in atto tentativi di liberazione, giungendo fino a Lit Marefià, dove ebbe modo d'incontrare Orazio Antinori. Il succo di questa spedizione, che riscosse particolari apprezzamenti in patria e diede anche lo spunto per la composizione di una mazurca, è stato condensato dallo stesso Bianchi nel volume Alla terra dei Galla, la cui pubblicazione sarebbe però slittata a poco prima della sua morte.
Nel 1884 tentò un'altra spedizione, questa volta diretta in Dancalia,  assieme a Cesare Diana e Gherardo Monari, con l'intento di trovare una via commerciale che da Assab potesse portare fino all'interno dell'Etiopia, anche per evitare i luoghi in cui era stata trucidata, quattro anni prima, la spedizione di Giuseppe Maria Giulietti. Il tentativo, tuttavia, non diede gli esiti sperati: nella notte tra il 6 e il 7 ottobre 1884 Bianchi, Diana e Monari vennero uccisi dai Dancali presso la pozza di Tio, come scoprì 44 anni dopo l'esploratore italiano Ludovico M. Nesbitt..
La notizia della tragica fine della "spedizione Bianchi", che si diffuse dopo circa tre mesi dai fatti, ebbe larga risonanza nell'opinione pubblica. Alla Camera, nella seduta del 15 gennaio 1885, il ministro degli Affari esteri, Pasquale Stanislao Mancini, in risposta ad un'interrogazione presentata da Attilio Brunialti, nel confermare l'eccidio, affermò che il Governo aveva sconsigliato all'esploratore ferrarese di seguire quella strada, in quanto pericolosa, ma che tuttavia, ricevuta la notizia della morte di Bianchi e dei suoi colleghi, aveva interpellato il re d'Abissinia e il sultano d'Aussa affinché gli autori fossero individuati e puniti, soggiungendo di aver comunque «provveduto alla spedizione di un presidio militare in Assab». I diari, le relazioni e le lettere di quest'ultima spedizione vennero pubblicati da Carlo Zaghi.
Bianchi fu anche socio corrispondente della Società geografica italiana.